# Roberto Donadoni
Roberto Donadoni (* 9. September 1963 in Cisano Bergamasco) ist ein ehemaliger italienischer Fußballspieler und heutiger -trainer. Von 2006 bis 2008 war er Cheftrainer der italienischen Nationalmannschaft.

## Karriere als Spieler

### Verein
Der offensive Mittelfeldspieler (rechte Seite) Donadoni begann seine Profilaufbahn 1981 in der Jugend von Atalanta Bergamo. Bereits 1982 schaffte er es in die Profimannschaft, welche zu dieser Zeit in der italienischen Serie B spielte und kam zu 18 Einsätzen. Donadoni blieb vorerst trotz mehrerer Angebote in Bergamo und schaffte ein Jahr später mit der Mannschaft den Aufstieg in die Serie A.
1986 wechselte Roberto Donadoni zur AC Mailand, wo er vorerst bis 1996 blieb. Donadoni war der erste Einkauf des AC unter Silvio Berlusconi, der den Club im gleichen Jahr übernommen hatte. Er war Ende der 1980er-Jahre eine der Stützen neben Franco Baresi und dem holländischen Dreieck Ruud Gullit, Frank Rijkaard und Marco van Basten, die die AC Mailand zum erfolgreichsten Klub Europas dieser Zeit machten. Er gewann mit Milan sechs italienische Titel (1988, 1992, 1993, 1994, 1996, 1999), dreimal den Europapokal der Landesmeister bzw. die UEFA Champions League (1989, 1990, 1994), dreimal den europäischen Supercup (1989, 1990, 1994) und zweimal den Weltpokal (1989, 1990).
1996 wollte Donadoni in den USA bei den New York MetroStars seine Karriere ausklingen lassen, kehrte jedoch im Oktober 1997 nochmal für eineinhalb Jahre zur sich zu diesem Zeitpunkt in einer sportlichen Krise befindlichen AC Mailand zurück (24 Einsätze). Seine aktive Karriere beendete Donadoni endgültig 2000 in Saudi-Arabien bei Al-Ittihad, wo er den letzten Meistertitel seiner Karriere holte.

### Nationalmannschaft
Als italienischer Nationalspieler nahm Roberto Donadoni an der Fußball-Weltmeisterschaft 1990 und der Fußball-Weltmeisterschaft 1994 teil. Bei der WM 1990 wurde er Dritter mit Italien, war aber einer der Unglücksraben im Elfmeterschießen des Halbfinales gegen Argentinien, als er den ersten Elfmeter verschoss. Außerdem spielte er für Italien bei der Fußball-Europameisterschaft 1988 in Deutschland und bei der Fußball-Europameisterschaft 1996 in England. Insgesamt erzielte er in 63 Spielen für die italienische Fußballnationalmannschaft fünf Tore.

## Karriere als Trainer
Als Trainer arbeitete Donadoni für die AC Lecco in der Serie C 2001/02, AS Livorno, Serie B in der Saison 2002/03 und CFC Genua 2003/04. Ab Januar 2005 war er Trainer des italienischen Erstligisten AS Livorno und trat am 7. Februar 2006 zurück.
Nachdem Nationaltrainer Marcello Lippi nach dem WM-Sieg 2006 zurückgetreten war, wurde Donadoni zu dessen Nachfolger berufen. Sein erstes Spiel als Trainer der italienischen Nationalmannschaft am 16. August 2006 verlor Donadoni gegen Kroatien in Livorno mit 0:2. Vom Weltmeisterschaftskader war bei diesem Freundschaftsspiel nur der Ersatztorwart Marco Amelia nominiert worden. Durch ein Unentschieden gegen Litauen und eine 1:3-Niederlage gegen Frankreich legte er einen Fehlstart hin, den beinahe jeder neue italienische Nationaltrainer erfahren musste. Danach verbesserten sich die Resultate jedoch. Am 17. November 2007 stellte die Mannschaft mit ihrem 2:1-Auswärtssieg in Schottland die Qualifikation für die Europameisterschaft 2008 in der Schweiz und in Österreich sicher.
Noch vor der Europameisterschaft 2008 verlängerte er seinen Vertrag mit dem italienischen Verband um zwei Jahre bis 2010. Der Kontrakt enthielt eine Ausstiegsklausel für den Fall, dass Donadoni die italienische Mannschaft nicht mindestens bis ins EM-Halbfinale führt. Nach dem Ausscheiden im Viertelfinale der Europameisterschaft gegen den späteren Europameister Spanien wurde Donadoni entlassen. Nachfolger wurde sein Vorgänger Marcello Lippi.
Am 10. März 2009 unterschrieb Donadoni nach einem dreiviertel Jahr Pause, in dem er zwischenzeitlich auch schon als Trainer bei mehreren Klubs in Italien und England gehandelt worden war, einen Vertrag beim SSC Neapel, bei dem er Edoardo Reja ablöste. Nach einem durchwachsenen Saisonauftakt wurde er als Trainer des SSC Neapel im Oktober 2009 entlassen. Ab November 2010 betreute er den Ligakonkurrenten Cagliari Calcio, bei dem er jedoch am 12. August 2011 entlassen wurde. Im Januar 2012 verpflichtete ihn der FC Parma; er unterschrieb einen Kontrakt bis Sommer 2013.
Von 2015 bis 2018 war Donadoni Trainer des FC Bologna. Seine vorerst letzte Trainerstation führte ihn in der Saison 2019/20 nach China, wo er den Erstligisten FC Shenzhen betreute.

## Erfolge

### International
- U-21-Vize-Europameister: 1986
- Weltpokal: 1989, 1990
- Europapokal der Landesmeister, UEFA Champions League: 1988/89, 1989/90, 1993/94
- UEFA Super Cup: 1989, 1990, 1994

### National
- Meister der Serie B: 1983/84
- Italienischer Meister: 1987/88, 1991/92, 1992/93, 1994/95, 1995/96, 1998/99
- Italienischer Supercup-Sieger: 1988, 1992, 1993, 1994
- Saudi-Arabischer Meister: 1999/2000